# Bistum Valle de Chalco
Das Bistum Valle de Chalco (lat.: Dioecesis Vallis Chalcensis, span.: Diócesis de Valle de Chalco) ist eine in Mexiko gelegene römisch-katholische Diözese mit Sitz in Chalco de Díaz Covarrubias. 

## Geschichte
Das Bistum Valle de Chalco wurde am 8. Juli 2003 durch Papst Johannes Paul II. mit der Apostolischen Konstitution Venerabilis Frater aus Gebietsabtretungen des Bistums Nezahualcóyotl errichtet und dem Erzbistum Tlalnepantla als Suffraganbistum unterstellt.

## Bischöfe von Valle de Chalco
- Luis Artemio Flores Calzada, 2003–2012
- Víctor René Rodríguez Gómez, seit 2012